# Общинное поселение
Общинное поселение (ивр. יישוב קהילתי‎ — йишув кехилати) — один из видов населённых пунктов в Израиле. В то время как в обычном городе каждый желающий может купить недвижимое имущество, в общинном поселении жители населённого пункта, которые организованы в подобие кооператива, могут наложить вето на продажу дома или бизнеса нежелательным покупателям.

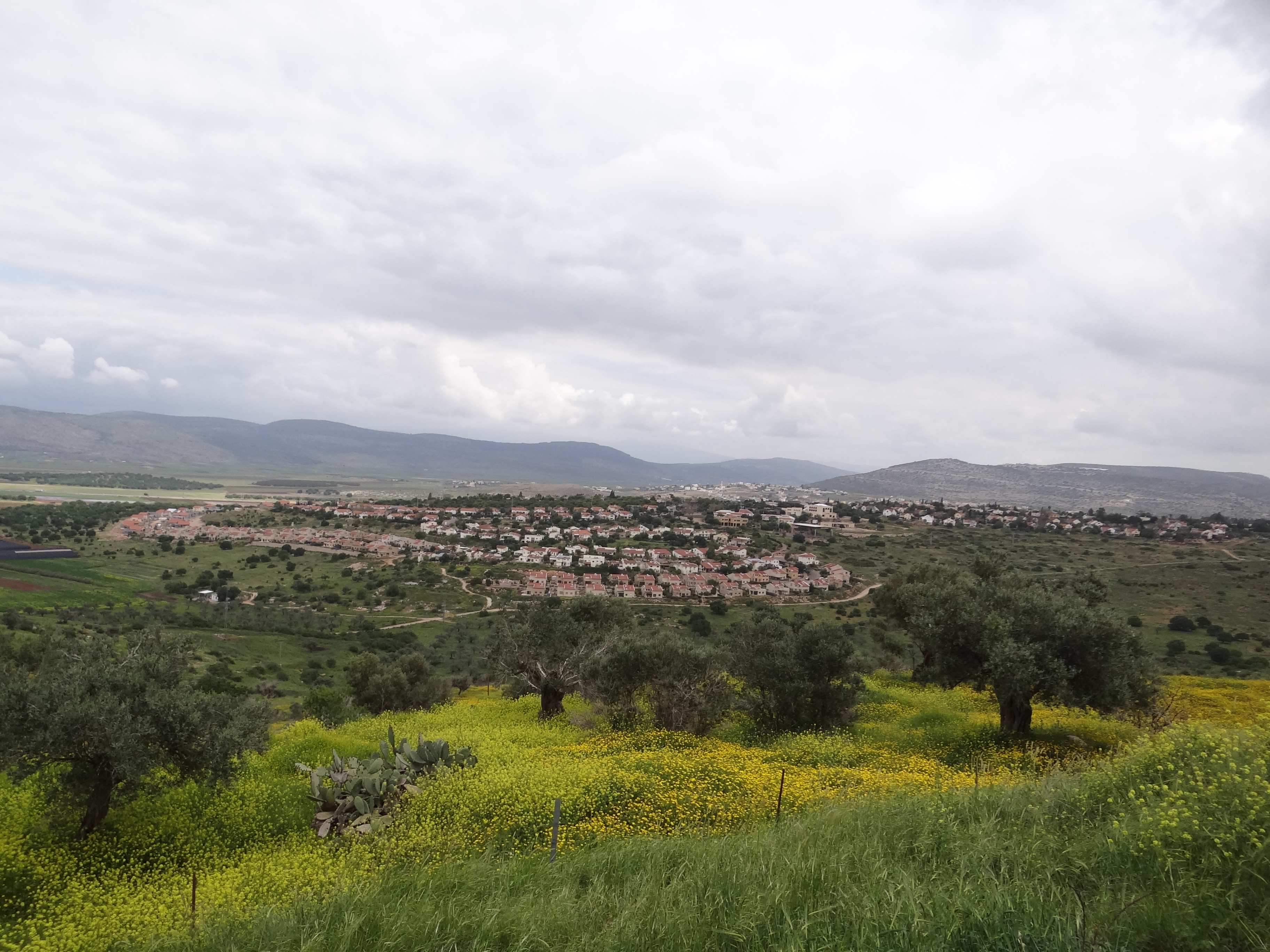
Вид на поселение Хошая

На 2013 год в Израиле насчитывалось 118 общинных поселений с общим населением 84800 жителей.

## История
С 1977 года правительство под руководством Ликуда поддерживало расширение еврейских поселений Израиля на Западном берегу и на территории сектор Газа.

## Юридическая структура
Юридически общинное поселение работает как кооператив, в котором все жители должны быть членами. Для соблюдения ограничений на перепродажу собственности, собственность в общинном поселении официально не продаются, а сдаются в аренду. Земля всего общинного поселения принадлежит одному юридическому лицу (как правило, Еврейский национальный фонд через Управление земельных ресурсов Израиля), который сдает отдельные участки только для членов кооператива.